# Cimetière Saint-Pierre de Dax
Le cimetière Saint-Pierre est l'un des trois cimetières communaux de la ville de Dax dans le département des Landes. C'est le plus ancien des cimetières de la commune, puisqu'il a été ouvert en 1832 dans le faubourg Saint-Pierre au sud-est de la ville,. Il se trouve avenue Georges-Clemenceau.

## Histoire et description
Ce grand cimetière plat et peu arboré est le plus ancien de la ville et le plus étendu. Il a été ouvert en 1832 et étendu en 1869 (vers l'est), en 1922 (pour les soldats morts pour la patrie), en 1927-1932 (bordure occidentale), en 1965-1967. Ses portes en pierre de Bidache ont été dessinées par Boubé. La maison du gardien date de 1898, le monument aux morts de la guerre de 1870, de 1902. On remarque des tombes d'anciens soldats de l'Empire dont certaines ont été restaurées récemment par le souvenir français. L'on y voit aussi des tombeaux de Polonais venus se réfugier ici après le soulèvement de 1831 et le printemps des nations. La plupart des notables dacquois se font ériger des monuments le long de l'allée orientale. Le cimetière possède une grand croix de calvaire et quelques allées sont bordées d'ifs et de cyprès plantés dès 1833.
Les tombes les plus anciennes sont les plus intéressantes d'un point de vue du patrimoine artistique, comme celle du chevalier d'Empire Jean Dumas mort en 1833 dont l'épitaphe précise: « Simple soldat en 1794, noble débris des Pyramides et de Waterloo, emporte dans sa tombe les regrets de l’armée, ceux de la garde nationale de Dax qu’il commandait, et des pauvres qu’il se plut toujours à secourir », ou celle du capitaine de vaisseau Pierre Forsans mort en 1837. Le visiteur s'arrêtera devant la tombe en fonte forgée de Victoire Geoffroy, épouse du maître des forges Bertrand Geoffroy; le sarcophage de 1836 de Martin Raymonbordes; l'obélisque armorié de la famille Saint-Martin-Lacaze (1876); le sarcophage de la famille d'Armana et Le Saulnier de La Villehélio; ou devant celle des archiprêtres de Dax avec son drapé de pierre. La partie moderne du cimetière ne présente aucun intérêt esthétique. Ce cimetière dispose d'un columbarium.

## Personnalités inhumées

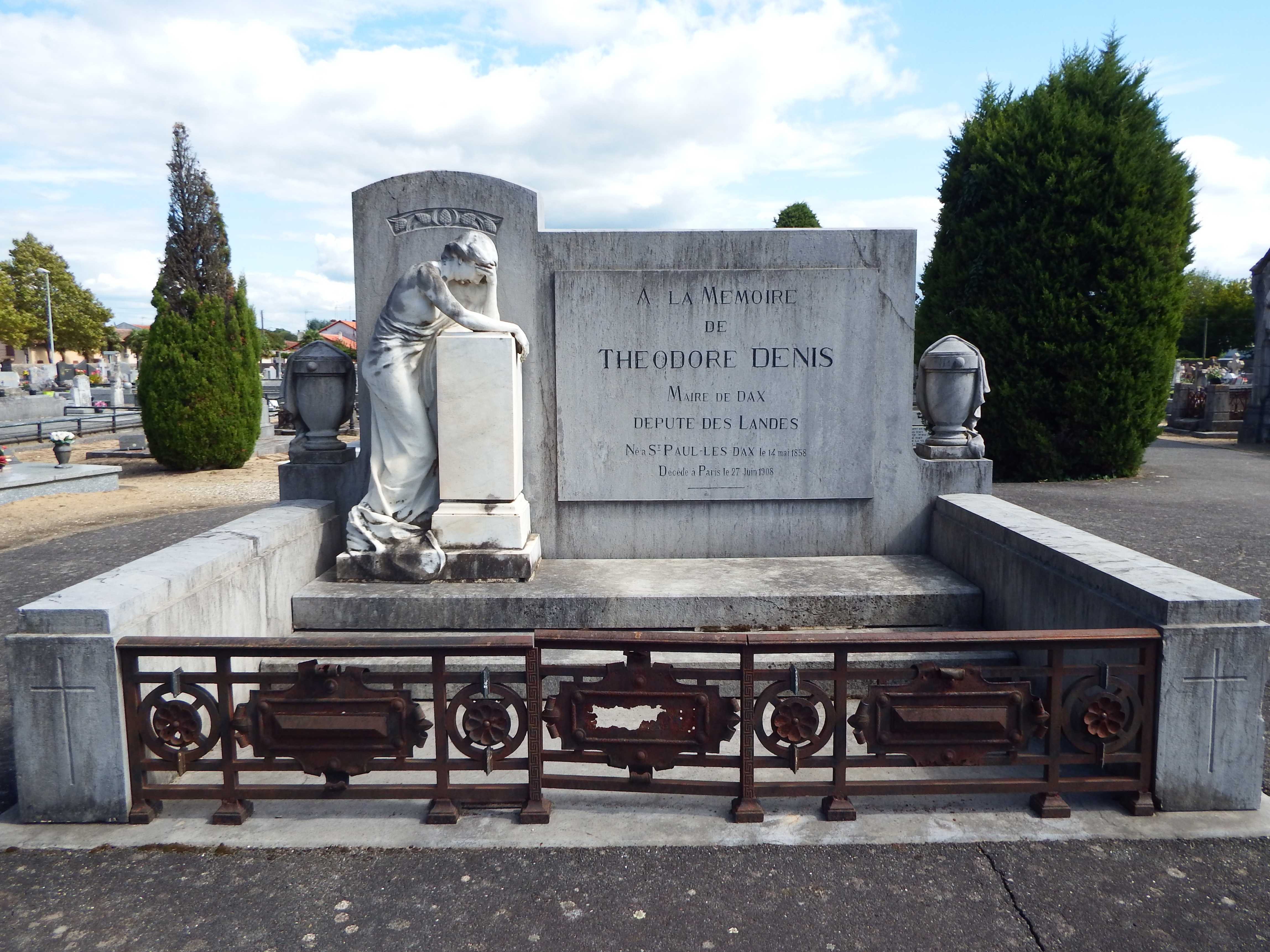
Monument de Théodore Denis (1858-1908).

- André Berilhe (1932-2012), joueur de rugby à XV
- Augustin Darricau (1773-1819), général d'Empire
- Théodore Denis (1858-1908), avocat, maire de Dax et dépité des Landes (statue dessiné par Ernest Gabard)
- Gabriel Despax (1878-1922), avocat, maire de Dax et député des Landes (médaillon par Firmin Michelet)
- Raphaël Milliès-lacroix (1850-1941), maire de Dax, sénateur, ministre des colonies (médaillon par Raoul Amourdedieu, stèle érigée par Edmond Ricard)
- Eugène Milliès-Lacroix (1876-1961), fils du précédent maire de Dax et sénateur des Landes[7]
- Albert Pomade (1880-1957), architecte
- Max Moras (1907-1982), maire de Dax et député des Landes
- Charles de Nansouty (1815-1893), pyrénéiste
- Hector du Poy (1865-1930), avocat et politicien royaliste